# Bellerose (marque)
Pour les articles homonymes, voir Bellerose.
 (septembre 2014).
Bellerose est une marque de vêtements belge créée en 1989 par Jean-Pierre Delhaye, Charly Bouvy, Patrick van Heurck.

## Histoire de la marque
Fin 1987, Jean-Pierre Delhaye s'installe en Thaïlande et commence à exporter vers la Belgique des conteneurs contenant des chemises pour hommes.
Les chemises sont vendues dans un entrepôt à une clientèle d'amis et de relations.
Il se rend compte qu'il va falloir présenter des collections plus larges et les diffuser par le biais d'un réseau.
Il entre alors en contact avec Charly Bouvy qui dispose du plus important magasin de vêtements multi-marques en Belgique. En parallèle, il s'associe à Patrick van Heurck alors distributeur de la marque Ralph Lauren pour le Benelux et qui vend de ce fait à un réseau bien positionné.
Le succès sera grandissant. Patrick van Heurck est responsable de la création et du style et développe un concept boutique dans la foulée, pendant que Jean-Pierre Delhaye prend en charge la logistique et la production dans les usines du monde entier.
En 1998, après les départs successifs de ses deux associés, Patrick van Heurck alors seul aux commandes, sera rejoint par Bruno Nissen.
Ensemble ils font de Bellerose, une marque avec des collections destinées à l'homme, la femme et l'enfant.
En 2017, l'entreprise compte une vingtaine de boutiques en Belgique, France, Espagne et Pays-Bas.